# Ernst Haeckel

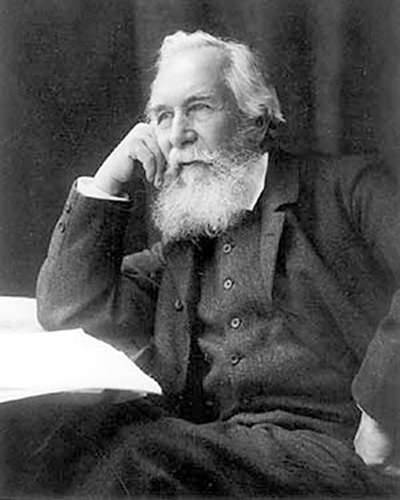
Ernst Haeckel

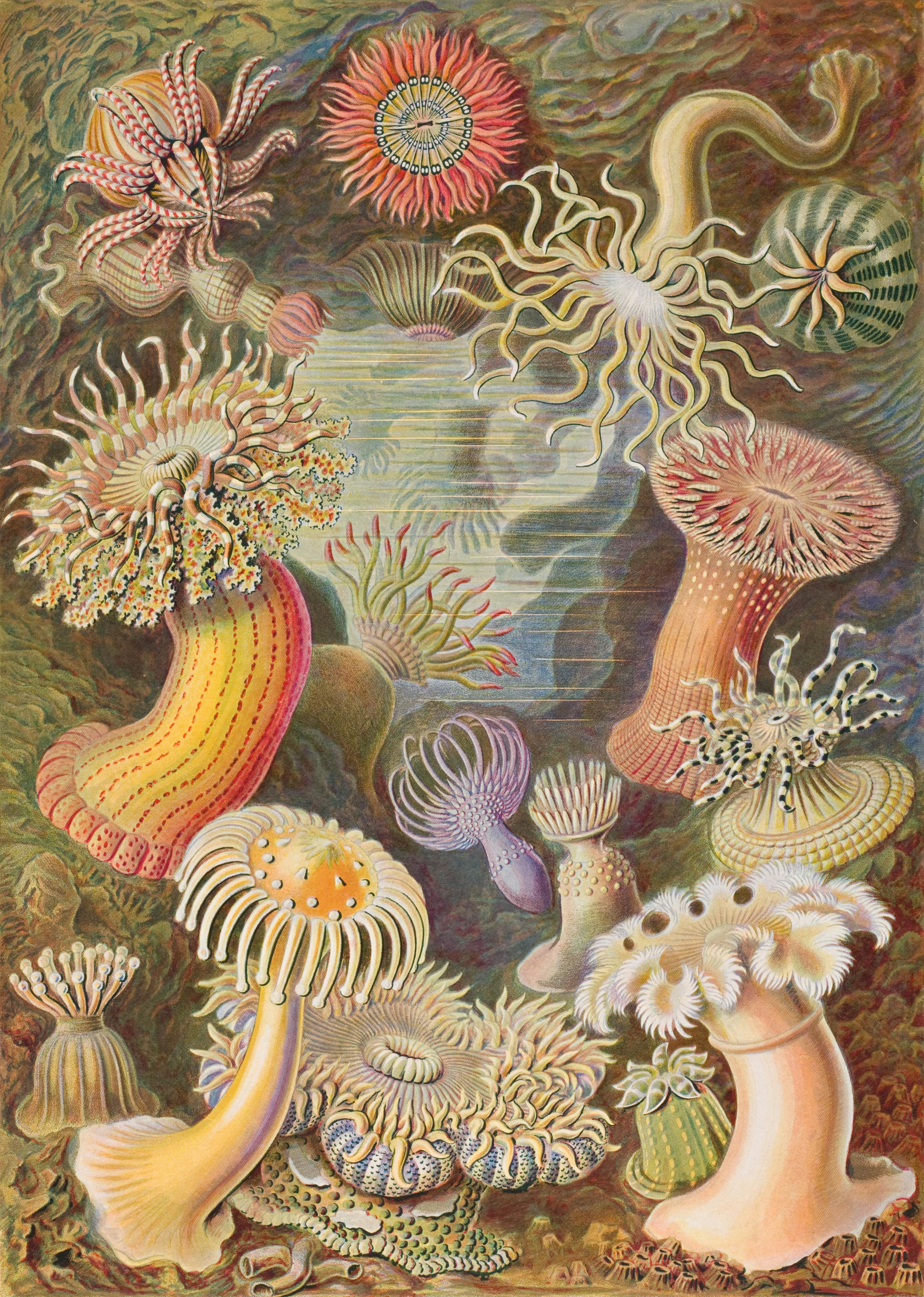
Havsanemoner från Ernst Haeckel's Kunstformen der Natur, 1904

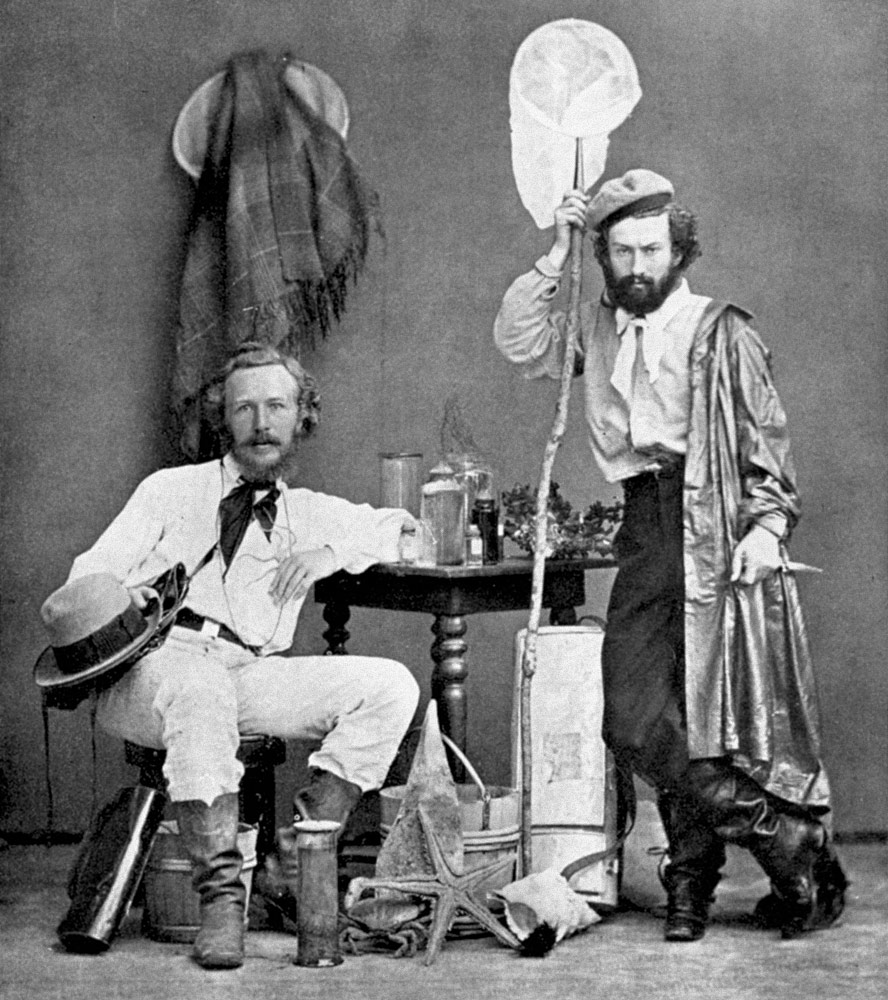
Haeckel (till vänster) med sin assistent Nikolaj Miklucho-Maklaj på Kanarieöarna 1866.

Ernst Heinrich Philipp August Haeckel, född 16 februari 1834 i Potsdam, död 9 augusti 1919 i Jena, var en framstående tysk biolog, naturforskare, filosof, läkare, professor, fritänkare och konstnär, som var mycket inflytelserik i både forskningen och kulturlivet kring förra sekelskiftet. Han upptäckte och beskrev tusentals arter, byggde upp stamträd för alla livsformer och myntade många termer i biologin, som t.ex. ekologi, fylum, fylogeni, stamceller, antropogeni. Han ställde upp riket Protista. Han var tidigt anhängare av Darwins evolutionslära och spelade en mycket stor roll för att sprida denna i Tyskland. Han får anses som en av embryologins grundare. Han är även känd för sin omdiskuterade teori att ontogenin (individens utveckling) rekapitulerar fylogenin (släktets utveckling, evolutionen), som har haft mycket stor betydelse i biologin.
Haeckel fascinerades också av skönheten i naturens former och har också publicerat över hundra detaljerade illustrationer av olika livsformer, framför allt i sitt berömda verk "Kunstformen der Natur" 1904, som fick inflytande på den samtida konsten. Han är också känd som populärförfattare och reseskildrare. Som filosof skrev Haeckel bestsellern "Die Welträthsel" ("Världsgåtan") 1895-1899, och hans monistiska filosofi fick betydande genomslag. Han arbetade också för rätten att undervisa om evolutionen.

## Levnad
Efter gymnasiet i Merseburg studerade Haeckel medicin i Berlin och Würzburg med bl.a. Albert von Kölliker, Franz Leydig, Rudolf Virchow och Johannes Peter Müller. Han studerade samtidigt botanik i Würzburg. Han blev klar med läkarexamen 1857 och fick läkarbehörighet, men praktiserade aldrig som läkare på grund av svårighet att hantera mänskligt lidande.
Han studerade därefter zoologi hos Karl Gegenbaur vid universitetet i Jena i tre år och bedrev marinbiologiska studier i Neapelbukten 1859-1860. Därvid läste han för första gången Darwins "Origin of Species". Han doktorerade i zoologi och blev privatdocent i jämförande anatomi i Jena 1861. År 1862 höll han sin första föreläsning om arternas uppkomst.
Han utnämndes till professor i jämförande anatomi i Jena, vilket han sedan var i 47 år, från 1862 till 1909. Mellan 1859 och 1866 arbetade Haeckel med många evertebratgrupper, t.ex. radiolarier, svampdjur och ringmaskar. Under en resa till Medelhavet beskrev han nästan 150 nya arter av radiolarier. Han namngav tusentals arter mellan 1859 och 1887.
År 1866 träffade han första gången Darwin i dennes bostad Down House i Kent. Han träffade också Thomas Huxley och Charles Lyell. Sedan hans första hustru Anna Sethe avlidit gifte han sig 1867 med Agnes Huschke. De fick barnen Walter 1868, Elisabeth 1871 och Emma 1873. Han gjorde åtskilliga resor: Kanarieöarna 1866-1867, Norge 1869, Dalmatien 1871, Egypten, Turkiet och Grekland 1873.
Från 1876 var Haeckel prorektor vid universitetet i Jena och gjorde föreläsningsresor Tyskland runt. Kring 1879 gjorde han flera resor till England och Skottland och träffade åter flera gånger Darwin. 1881-1882 reste han till tropikerna för första gången; bl.a. till Ceylon.
Han besökte Palestina, Syrien och Mindre Asien 1887, Algeriet 1890, Finland och Ryssland 1897, Korsika 1899, tropikerna igen 1900 och Sverige 1907.
1908 grundade Haeckel ett "Fyletiskt museum" i Jena, som fortfarande är igång (video). Museet vill visa organismvärldens utveckling.
Haeckel slutade undervisa 1909 och lämnade den evangelisk-lutherska kyrkan 1910. Hans hustru Agnes dog 1915 och Haeckels hälsa försämrades sedan. Han sålde sin villa (Villa Medusa) i Jena till Carl-Zeiss-stiftelsen; den är idag museum (video). Han dog 8 aug 1919.

## Forskning

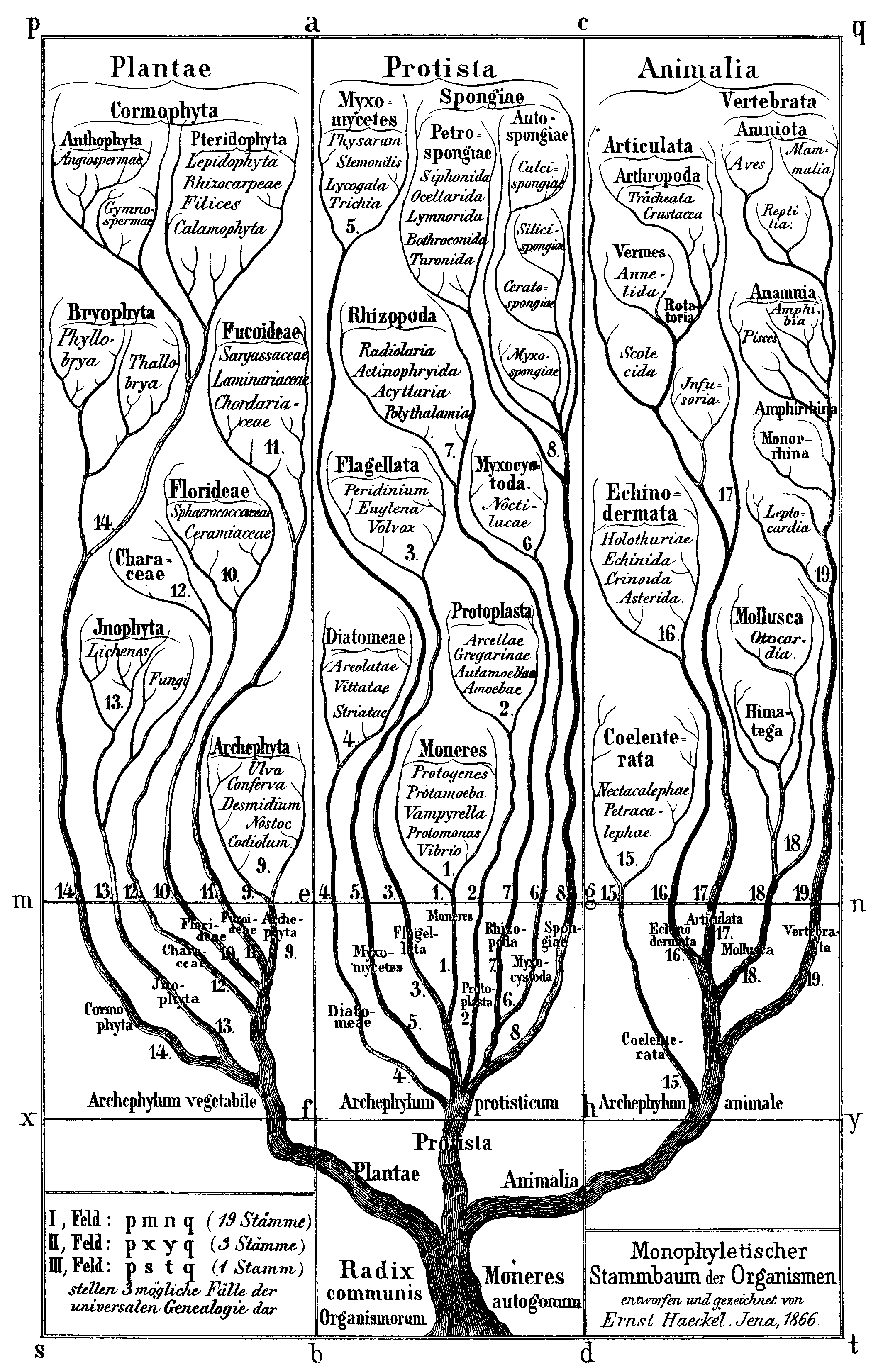
Monophyletischer Stambaum der Organismen från 'Generelle Morphologie der Organismen' (1866) med de tre stammarna Plantae, Protista, Animalia

Haeckel var zoolog, konstnär och professor i jämförande anatomi. Hans idéer har spelat stor roll i evolutionsbiologins historia, och han var en framstående evertebratanatom. Hans vetenskapliga skrifter omfattar marinbiologiska monografier om radiolarier (1862, 1887), kalksvampar (1872), medusor (1879-80) och blåsmaneter (1869, 1888)
Han gav sig i kast med de riktigt stora frågorna: Livets uppkomst och utveckling, släktskapen inom hela organismvärlden, människans utveckling. Han ställde upp åtskilliga spekulativa teorier som senare forskning har visat vara felaktiga. Till exempel beskrev han hypotetiska ursprungliga mikroorganismer som aldrig har kunnat påvisas.
Redan som student på 1850-talet visade Haeckel stort intresse för embryologi, en vetenskap som då var ganska outvecklad; bilder och beskrivningar var bristfälliga. Det var välkänt bland forskarna att embryon av alla vertebrater var ganska lika under sina tidigare stadier. Detta sattes i samband med romantikens idéer om att livet utvecklas från lägre till högre former. Haeckels intresse för sambandet mellan ontogeni och fylogeni grundlades här.
Intresset för utvecklingsläran och organismernas fylogeni och släktskap inspirerade Haeckel att åskådliggöra släktskapen i form av stamträd. I viss mån föregrep han därigenom det kladistiska tänkandet som har fått dominerande betydelse i modern biologi.
Som beskrivande forskare var Haeckel mycket produktiv. Han bearbetade material som insamlats av den engelska Challengerexpeditionen 1872-1876 och beskrev från detta över 3 500 nya arter radiolarier. Hans del av Challengerrapporten omfattar tre band med 2 750 sidor text och 140 detaljerade planscher, som han tecknat själv. Dessa bilder har fortfarande vetenskapligt värde på grund av sin informationsrikedom.
Haeckel var en av de första att betrakta psykologin som en del av fysiologin. Han såg även mentala och sociala fenomen i ett evolutionärt sammanhang.
Hans huvudintresse var evolutionsläran, men han stödde inte teorin om naturligt urval i strikt form, utan accepterade Lamarckska idéer om nedärvning av förvärvade egenskaper.

## Biogenetiska grundregeln

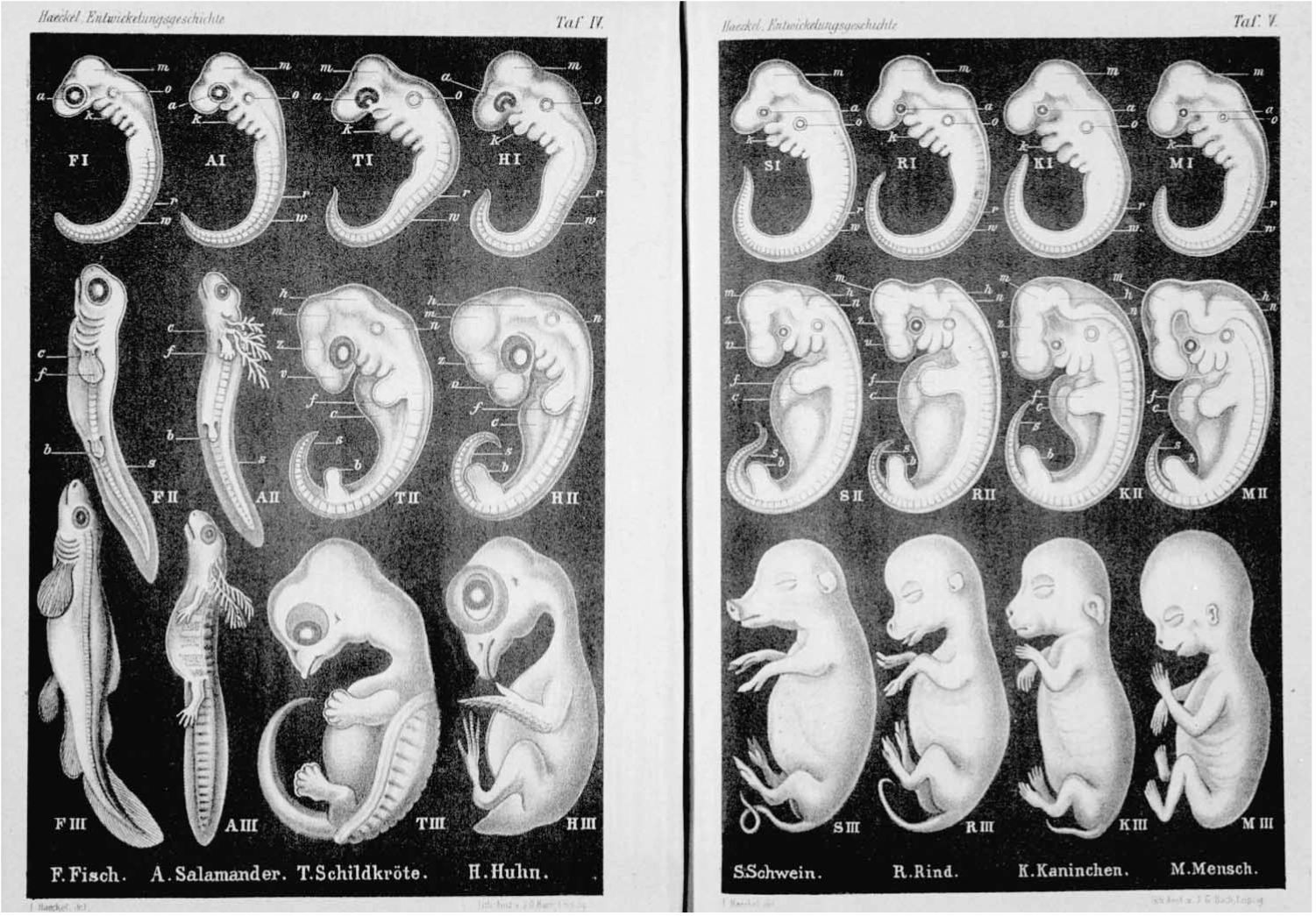
Illustration från Anthropogenie 1874: "tidigt", "något senare" och "ännu senare" stadium av embryo av fisk (F), salamander (A), sköldpadda (T), kyckling (H), gris (S), kalv (R), kanin (K) och människa (M)

Haeckel är känd för sin rekapitulationslära (biogenetiska grundregeln), som bygger på tidigare teorier av bl.a. Serres och Grant. Den brukar formuleras:
"Ontogenin är en rekapitulation av fylogenin"
Ontogeni = individens utveckling, embryonalutvecklingen
Fylogeni = släktets utveckling, evolutionen
Människans foster har t.ex. gälspringor, svans och ökad behåring under vissa perioder av fosterutvecklingen, vilket kan ses som en rekapitulation av vår evolution via fisk, fyrfotadjur och däggdjur.
Teorin har spelat en oerhört stor roll i zoologin under början av 1900-talet, eftersom den förutsäger att studier av larvformer hos olika evertebratgrupper ger information om deras släktskap. Teorins giltighet har diskuterats mycket, och numera anses den ohållbar åtminstone i sin ursprungliga form ("stark" rekapitulation, att ontogenin visar förfädernas utseende). Mer hållbar är en "svag" rekapitulation, d.v.s. att tidiga embryonala stadier är mer lika varandra än senare hos besläktade djur, en teori som förknippas med Karl Ernst von Baer.
Andra termer som Haeckel införde i detta sammanhang är heterokroni (förskjutning av tidpunkten för vissa steg i embryoutvecklingen) och coenogenes (nytillkomna anpassningar hos larvstadierna).

## Människans utveckling

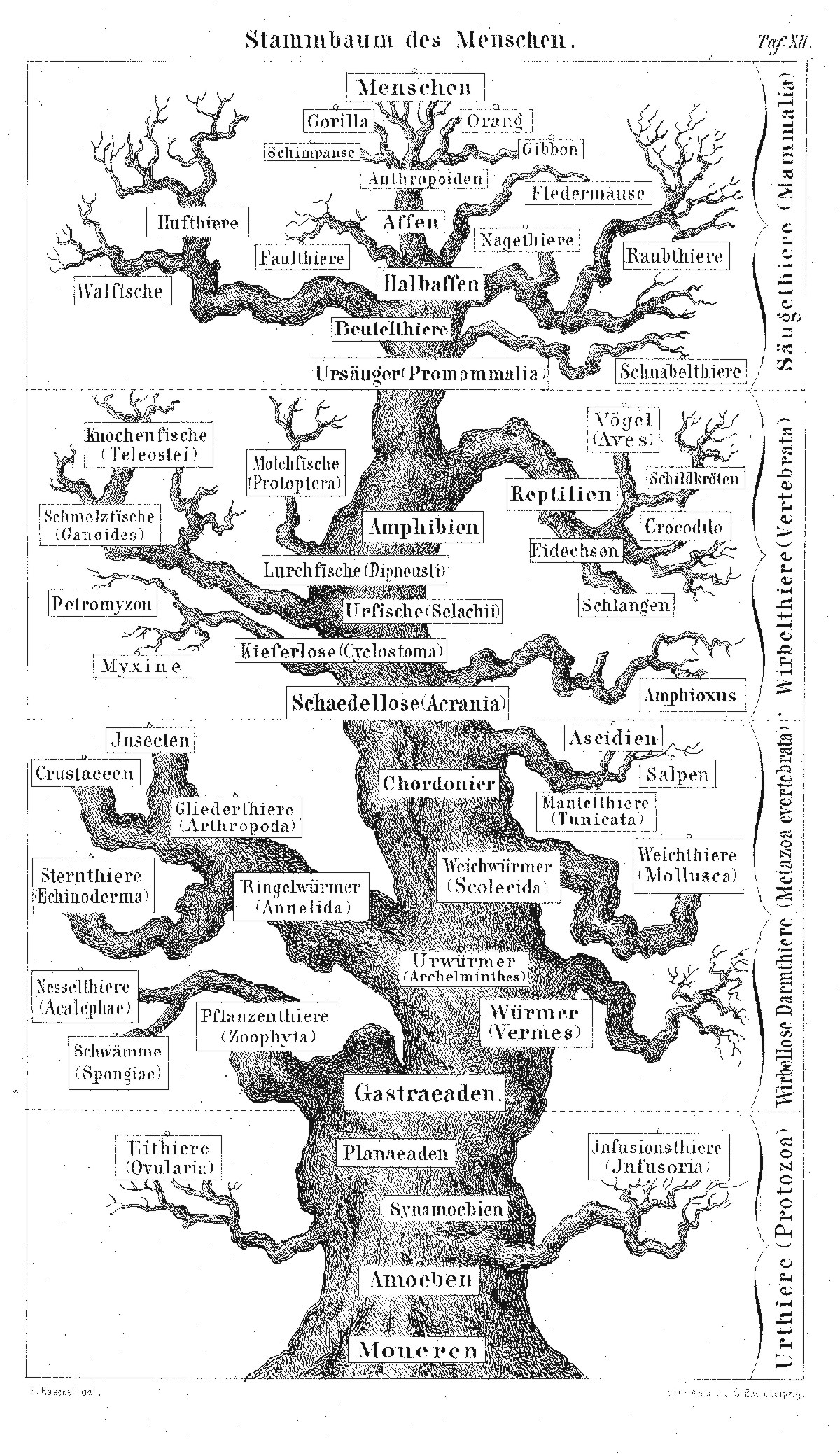
Människans stamträd enligt Haeckel (1874)

Haeckel var en dynamisk person som ställde upp stora teorier, och ibland befann han sig alltför långt från observerade fakta inom vetenskapen. När Darwin t.ex. publicerade Origin of Species 1859 hade man ännu inte hittat några lämningar av urmänniskor. Ändå resonerade sig Haeckel fram till att människan borde ha utvecklats i Sydostasien och att lämningar troligen kunde hittas i nuvarande Indonesien. Han t.o.m. beskrev denna urmänniska i detalj och gav arten namnet Pithecanthropus alalus (den icke talande apmänniskan), och han uppmanade sina studenter att leta efter den. Detta ledde till att en ung holländare, Eugene Dubois, begav sig till Java och faktiskt hittade Javamänniskan 1891. Denna fick först Haeckels släktnamn (Pithecanthropus erectus), men har nu omklassificerats till Homo erectus.

## Konsten
Haeckel såg biologin som besläktad med konsten. Han var fascinerad av symmetrin och harmonin i naturens former, t.ex. hos radiolarier. Han framställde själv ytterst detaljerade och färgrika bilder som visar skönheten hos livsformerna. Han gjorde sådana illustrationer redan i sina vetenskapliga arbeten, men hans mest berömda verk är Kunstformen der Natur, som utgavs i häften 1899-1904 och fick enorm spridning, den fanns hos varje bildad familj. Hans bilder torde ha påverkat det tidiga 1900-talets konst. Den franske konstnären René Binets "Esquisses décoratives" som grundlade Jugendstilen (Art Noveau) är inspirerade av Haeckels bilder. Andra konstnärer tillhörande Jugendstilen som influerades av Kunstformen är Karl Blossfeldt, Hans Christiansen, och Émile Gallé. Haeckels inflytande syns även i ljuskronor av glas i oceaniska museet i Monaco av C. Roux, i Binets port på världsutställningen i Paris 1900 samt i byggnaden Beurs van Berlage i Amsterdam.

## Politik och filosofi
Haeckel var också politiskt engagerad.  Hans politiska åsikter bygger på den tyska romantiska rörelsen. Han var nationalist och medlem av Alltyska förbundet och från 1905 hedersmedlem i tyska sällskapet för rashygien.
Han var även pacifist och stödde t.ex. Bertha von Suttners fredsarbete. Han deltog i grundandet av "L'Institut Franco-Allemand de la Réconciliation" och tidskriften "La Réconciliation", som skulle arbeta för fred mellan Tyskland och Frankrike. Efter krigsutbrottet stödde Haeckel dock den tyska krigsansträngningen och ansåg England ansvarigt för kriget. Haeckel var den förste som använde ordet "första världskriget" (1914); det kallades "det stora kriget" fram till 1920.
Haeckel utvecklade på äldre dagar en egen filosofi, kallad monism. Namnet syftar på att materia och idéer ses som en enhet. Monismen är en materialistisk lära som förespråkar vetenskaplig kunskap och framstegstro. Han skriver i "Die Welträthsel" (fritt översatt):
"Upplösningen av skenbara motsättningar och därmed en lösning av den fundamentala världsgåtan kommer närmare oss för varje år genom den växande kunskapen om naturen. Således kan vi hysa den glada förhoppningen att det inbrytande tjugonde århundradet kommer att jämna ut allt fler motsättningar, och att den efterlängtade enheten i världsåskådning skall breda ut sig i vida kretsar genom framväxten av den rena monismen."
Haeckel var motståndare till religionen, särskilt till den katolska kyrkan. Protestantismen tolererade han bättre. Han deltog 1904 som en av 2000 deltagare i en internationell fritänkarkongress i Rom, där han utropades till "motpåve" och fick sätta en lagerkrans på en staty av Giordano Bruno. Detta utlöste en massiv kampanj mot honom från kyrkligt håll, och han beskylldes bl.a. för vetenskapliga förfalskningar. Men 46 kända professorer stödde honom, och han försvarade sig också i en motskrift mot anklagelserna.
Haeckel var dock inte konsekvent ateist. Han avvisade skapelsetanken, men idéer från hans kristna uppväxt återkom som en sorts besjälning av naturen, och han betraktade Gud som identisk med de allmängiltiga naturlagarna
Det tyska monistförbundet grundades 1906 i Jena och följdes av motsvarigheter i Österrike, Schweiz och Tjeckien. Haeckels läror om en materialistisk framtidsoptimism blev attraktiva både i borgerligt liberala och vänsterorienterade kretsar. Bland monisterna fanns t.ex. Ferdinand Tönnies, Alfred Fried, Henry van de Velde och Carl von Ossietsky. Även socialister och anarkister som August Bebel och Pjotr Kropotkin tog upp hans tankegods. Antroposofen Rudolf Steiner var en stor beundrare av Haeckel. Vissa av hans tankar, fr.a. socialdarwinismen, övertogs också av nationalsocialismen.
Haeckel har ibland betraktats som en föregångare till eugeniken. Han ifrågasätter meningen med att på konstgjord väg hålla obotligt sjuka vid liv, utan att det gagnar vare sig dem själva eller helheten. En liknande tanke, dock mer försiktigt formulerad, finns även hos Darwin. Det handlar dock här om att låta naturen ha sin gång, inte om aktiv bortsortering av individer.

## Hedersbetygelser

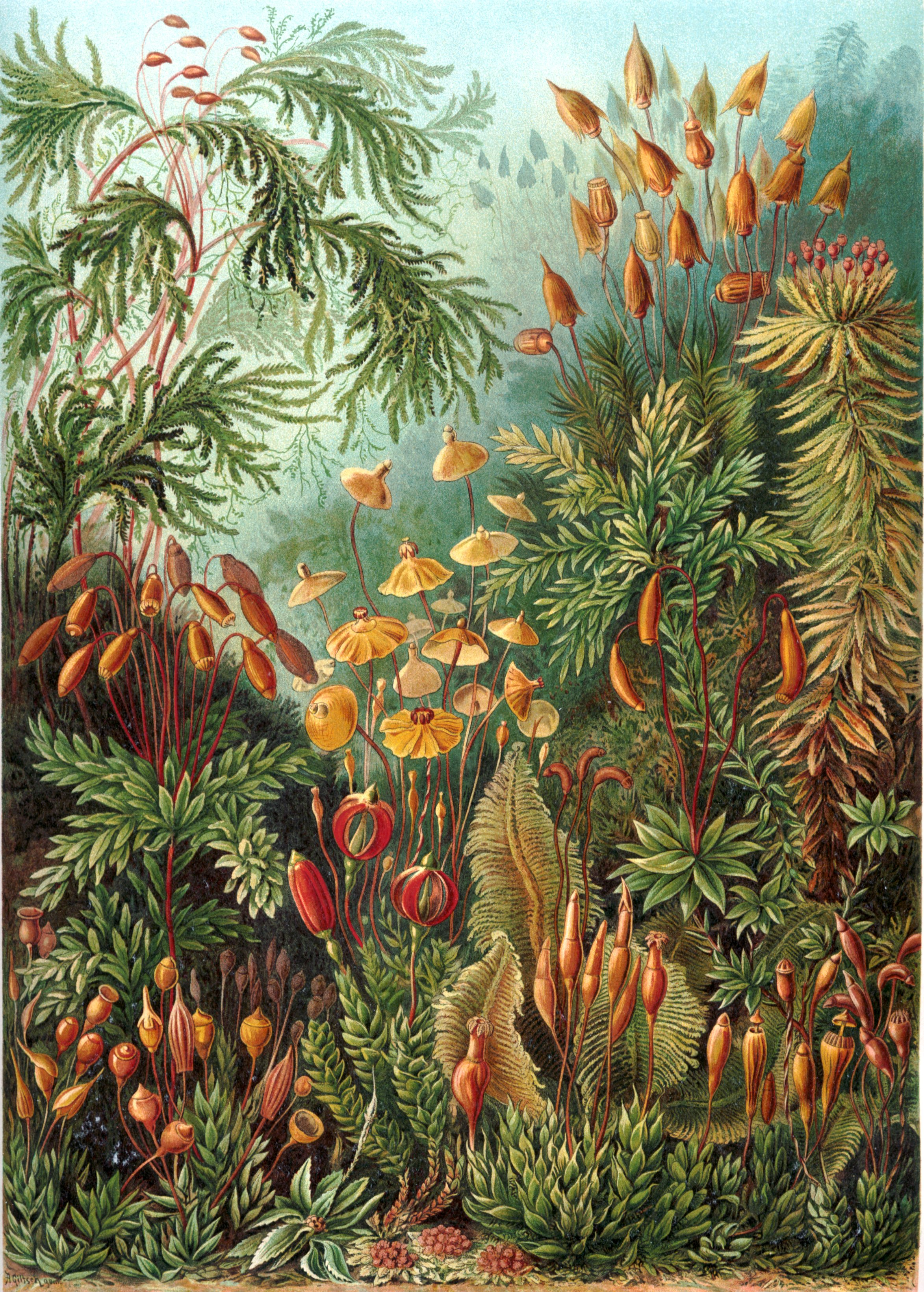
Kunstformen, tavla 72: Mossor, Muscinae

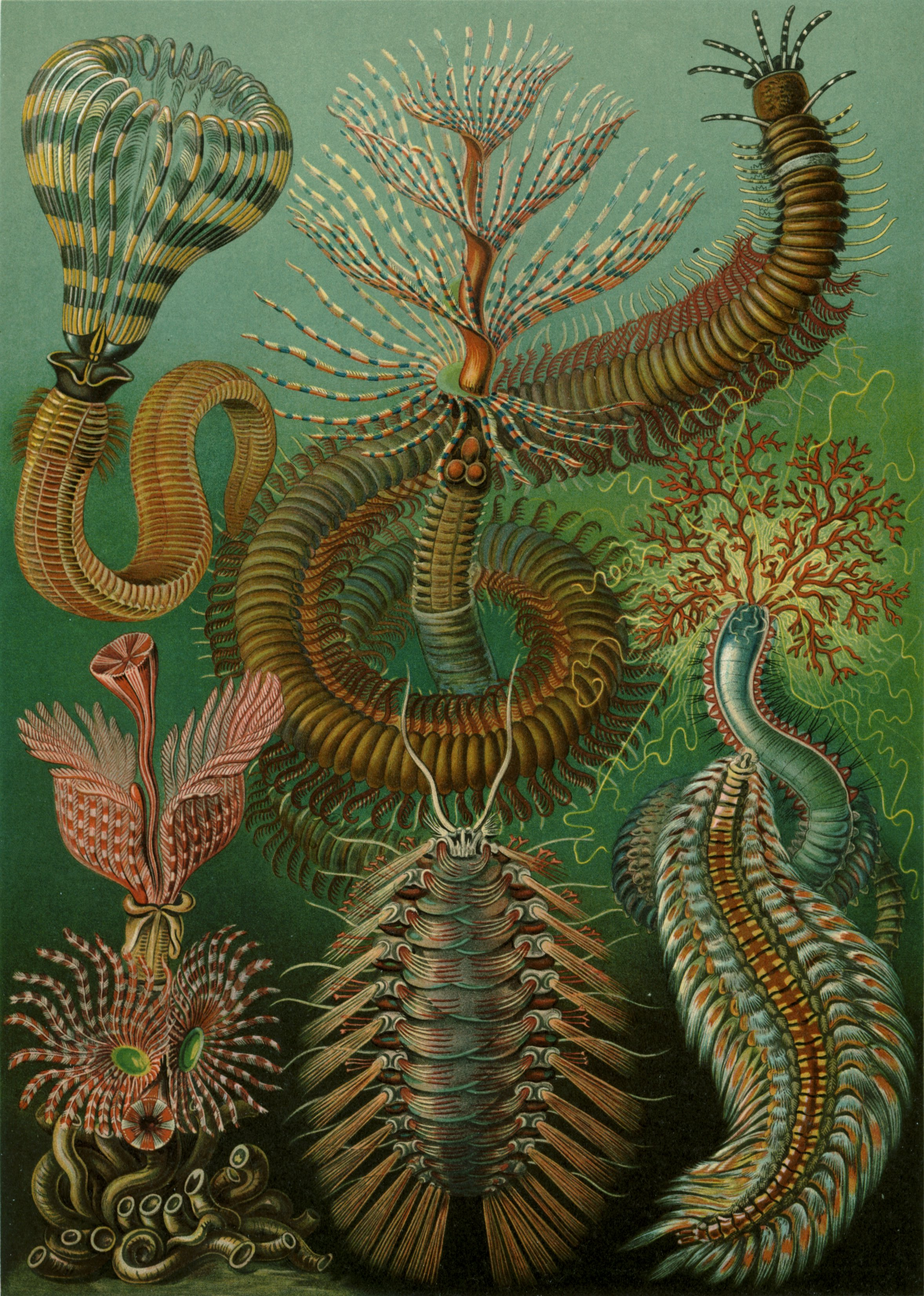
Kunstformen, tavla 96: Havsborstmaskar, Chaetopoda

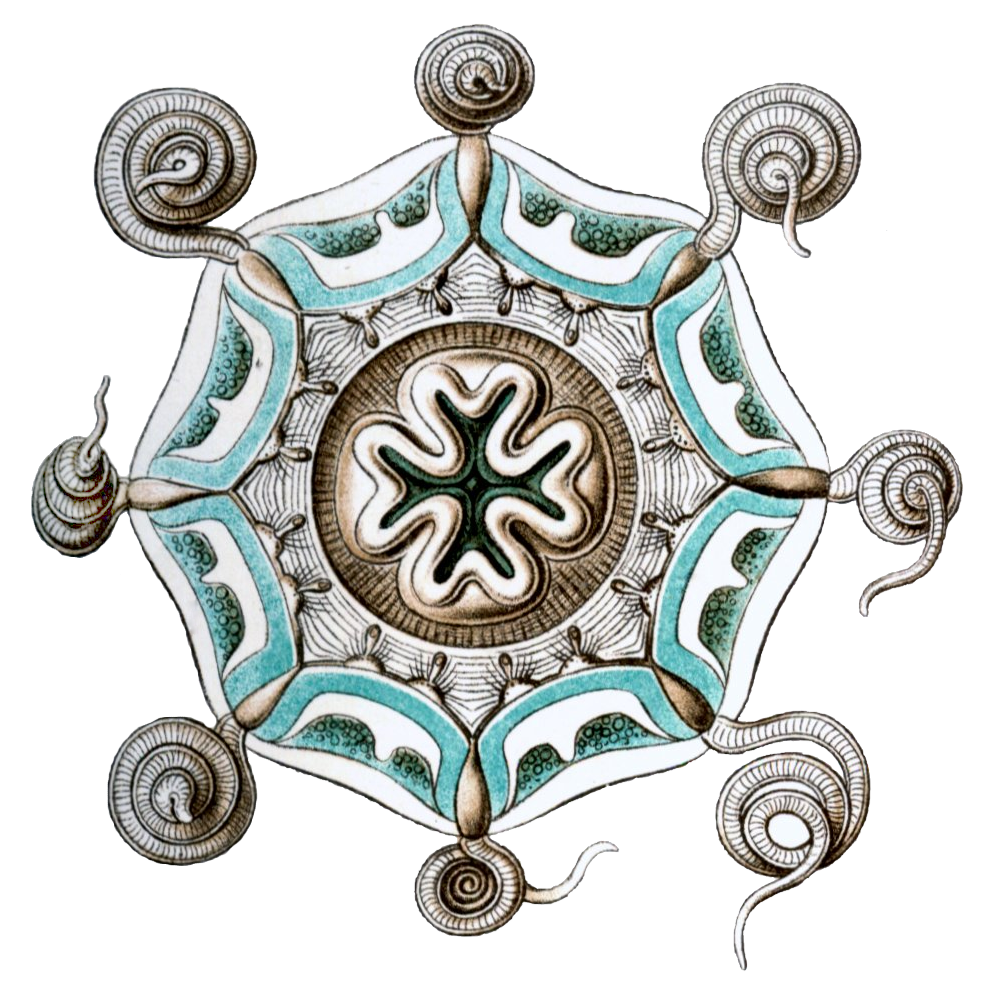
Medusan av Aeginura grimaldii

Haeckel valdes in som ledamot av Kungliga Vetenskapsakademien 1882.
Royal Society tilldelade 1900 Haeckel Darwinmedaljen "för hans långvariga och mycket viktiga arbete inom zoologin, som i alla delar var inspirerat av darwinismens anda".
Haeckel fick titeln excellens av kejsar Wilhelm II 1907 och den prestigefyllda Darwin-Wallace-medaljen av Linnean Society of London 1908.
Mount Haeckel (4090 m) i Sierra Nevada i USA har fått hans namn, liksom Mount Haeckel ( m) i Nya Zeeland samt asteroiden 12323 Haeckel.
En staty av Haeckel finns i botaniska trädgården i Chemnitz.

## Publikationer
Haeckels litterära produktion var omfattande. Vid sin 60-årsdag 1894 hade han utgivit 42 böcker med nästan 13 000 sidor förutom åtskilliga vetenskapliga småskrifter och illustrationer.

### Monografier
- Radiolaria (1862).

- Siphonophora (1869).

- Monera (1870).

- Calcareous Sponges (1872).

Flera rapporter från Challenger-expeditionen:
- Deep-Sea Medusae (1881).

- Siphonophora (1888).

- Deep-Sea Keratosa (1889).

- Radiolaria (1887) — illustrerad med 140 planscher och innehåller beskrivningar av över 3 500 nya arter.

### Andra böcker
- Generelle Morphologie der Organismen : allgemeine Grundzüge der organischen Formen-Wissenschaft, mechanisch begründet durch die von C. Darwin reformierte Decendenz-Theorie. (1866) Berlin.
- Natürliche Schöpfungsgeschichte (1868); engelska The History of Creation (1876; 6th ed.: New York, D. Appleton and Co., 1914, 2 volumes).

- Freie Wissenschaft und freie Lehre (1877), — engelska Freedom in Science and Teaching, ett svar till Rudolf Virchow som i ett tal hade motsatt sig undervisning om evolutionen i skolorna med motiveringen att den vore en obekräftad hypotes.

- Die systematische Phylogenie (1894) — engelska "Systematic Phylogeny", som har ansetts vara hans bästa bok.

- Anthropogenie: oder, Entwickelungsgeschichte des Menschen  — engelska "Anthropogeny: Or, the Evolutionary History of Man", 1874, 5th and enlarged edition 1903.

- Die Welträthsel (1895–1899), även stavat Die Welträtsel — engelska "The Riddle of the Universe, 1901.

- Über unsere gegenwärtige Kenntnis vom Ursprung des Menschen (1898) — engelska The Last Link, 1898.

- Der Kampf um den Entwickelungsgedanken (1905) — engelska Last Words on Evolution, 1906.

- Die Lebenswunder (1904) — engelska "Wonder of Life", ett tillägg till "Welträthsel".

- Kunstformen der Natur (1904) — engelska Art forms of Nature.

- Kunstformen der Natur Marix, Wiesbaden 2004, ISBN 3-937715-17-7, nyutgåva efter originalutgåvan 1904, bearbetad och med inledning.

### Reseberättelser
- Indische Reisebriefe (1882) — engelska "Travel notes of India".

- Aus Insulinde: Malayische Reisebriefe (1901) — engelska "Travel notes of Malaysia", om resor till Ceylon och Java.

- Wanderbilder (1905) — engelska "Travel Images", med reproduktioner av hans oljemålningar och akvareller av landskap

- A visit to Ceylon.

### Vetenskapliga skrifter i urval

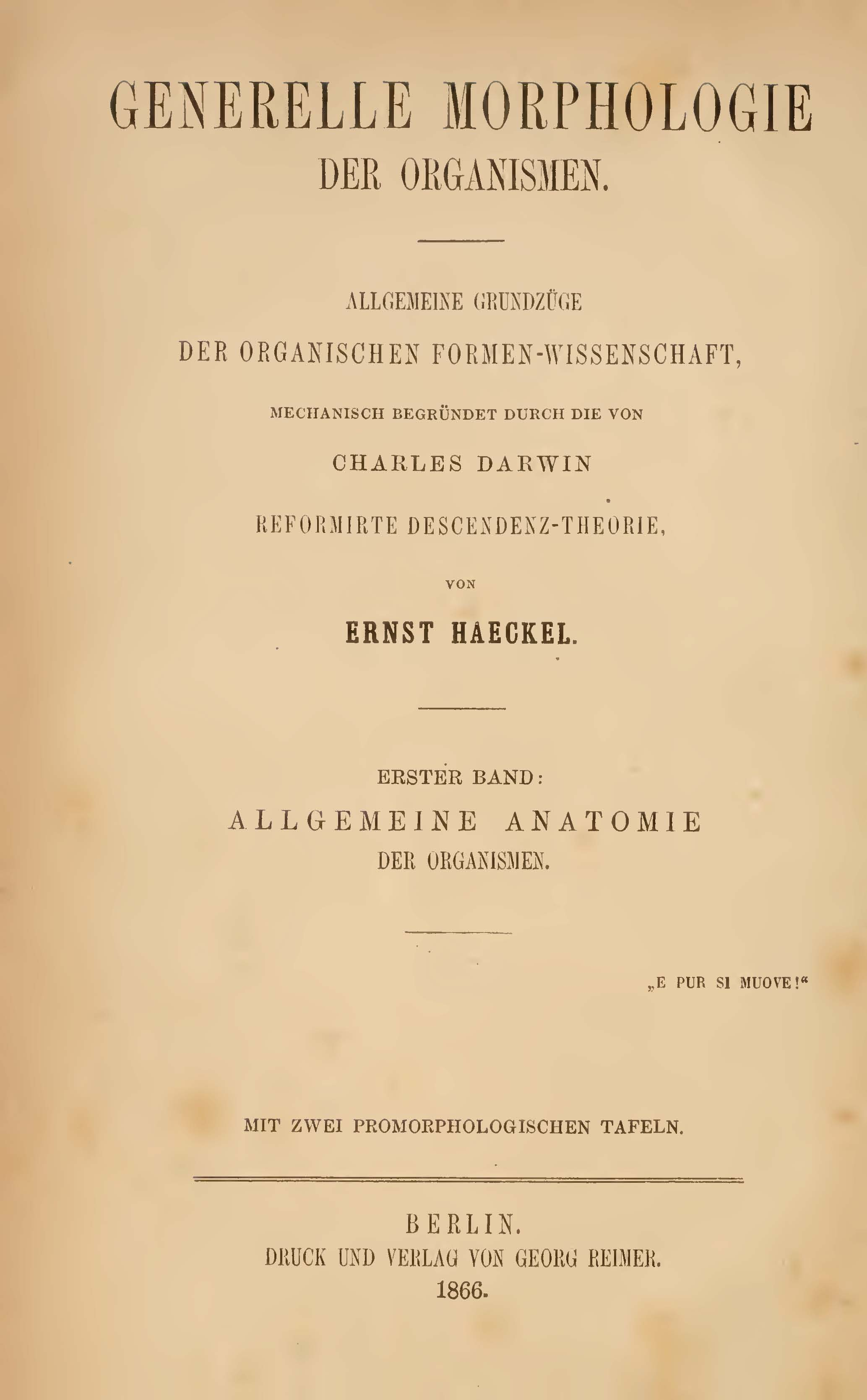
"Generelle morphologie", 1866, första upplagans titelblad

- Über die Eier Scomberesoces. In: J. Müllers Archiv für Anatomie und Physiologie. 1855, S. 23–32 Tafel IV, V.
- Über die Beziehungen des Typhus zur Tuberkulose. In: Wiener medizinische Wochenschrift. Bd. VI, 1856, S. 1–5, 17-20.
- Fibrosis des Uterus. In: Wiener medizinische Wochenschrift. Bd. VI, 1856, S. 97–101.
- De telis quibusdam Astaci fluviatilis. Dissertio inauguralis histologica, die VII M. Martini A. Berolini, T.G. Schade, 1857.
- Über die Gewebe des Flußkrebses. In: Müllers Archiv für Anatomie und Physiologie. 1857, S. 469–568 Tafel XVIII, XIX.
- Beiträge zur normalen und pathologischen Anatomie der Plexus chlorioides. In: Vierchows Archiv für pathologische Anatomie. Bd. XVI, 1858, S. 253–289, Tafel VIII.
- Über Augen und Nerven der Sterntiere. In: Zeitschrift für wissenschaftliche Zoologie. Band 1859, 1859, S. 183–190 Tafel XI.
- Reiseskitzen aus Sizilien. In: Zeitschrift für allgemeine Erdkunde. Bd. VIII, Berlin 1860, S. 433–486.
- Über neue lebende Radiolarien des Mittelmeers. In: Monatsbericht der Königlichen Akademie der Wissenschaften Berlin. 13. Dezember 1860,, S. 794–817.
- Abbildung und Diagnosen neuer Gattungen und Arten von lebenden Radiolarien des Mittelmeers. In: Monatsbericht der Königlichen Akademie der Wissenschaften Berlin. 20. Dezember 1860, S. 835–845.
- De Rizopodum finibus et ordinibus. Dissertio pro venia legendi impetranda in litterarum universitate Jenensi. Die IV. M. Martini 1861, Berolini, Georg Reimer, 1861
- Die Radiolarien (Rhizopoda radiata). Eine Monographie. Georg Reimer Bd. 1 (Text) XVI und Bd. 2 (Atlas), Berlin 1862.
- Über die Entwicklungstheorie Darwins. Öffentlicher Vortrag in der Allgemeinen Versammlung deutscher Naturforscher und Ärzte zu Stettin, am 19. September 1862 (Amtlicher Bericht über die 37. Versammlung S. 17), 1863.
- Beiträge zur Kenntnis der Corycaeiden (Copepoden). In: Jenaische Zeitschrift für Medizin und Naturwissenschaft. Bd 1, 1864, S. 61–112, Taf. I-III.
- Beschreibung neuer craspedoter Medusen aus dem Golf von Nizza. Jenaische Zeitschrift für Medizin und Naturwissenschaft. Band 1, 1864, S. 325–342.*
- Die Welträthsel. Gemeinverständliche Studien über Monistische Philosophie. E. Strauß, Bonn 1899.
- Die Familie der Rüsselquallen (Medusae Geryonidae). In: Jenaische Zeitschrift für Medizin und Naturwissenschaft. Band 1. 1864, S. 435–469 Tafel XI, XII.
- Über eine neue Form des Generationswechsels bei Medusen und über die Verwandtschaft der Geryoiniden und Äginiden. In: Monatsbericht der Berliner Akademie. 1865, S. 85–94.

Auktorsnamnet Haeckel kan användas för Ernst Haeckel i samband med ett vetenskapligt namn inom botaniken; se Wikipediaartiklar som länkar till auktorsnamnet.